# جيد أندرسون
جيد أندرسون (بالإنجليزية: Jade Anderson)‏ هي مغنية بريطانية، ولدت في 26 مايو 1980.

## وصلات خارجية
- جيد أندرسون على موقع IMDb (الإنجليزية)
- جيد أندرسون على موقع ميوزك برينز (الإنجليزية)
- جيد أندرسون على موقع ديسكوغز (الإنجليزية)